# Albert Immer

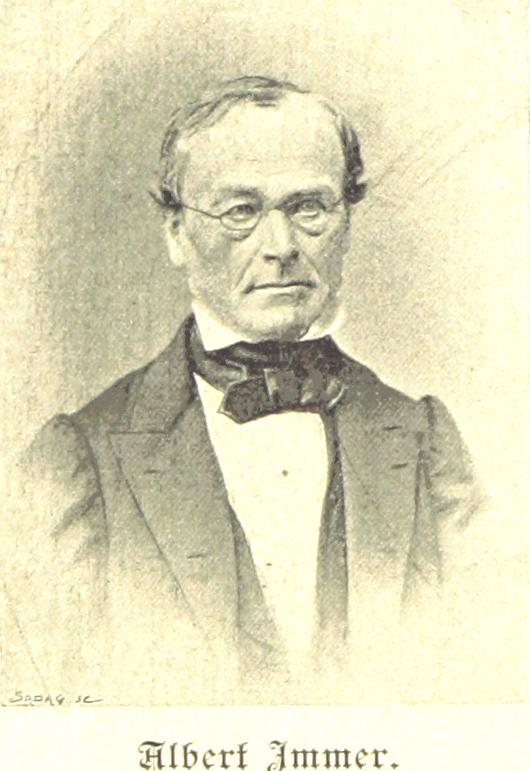
Albert Immer

Albert Heinrich Immer (* 10. August 1804 in Unterseen; † 23. März 1884 in Bern) war ein reformierter Theologe.
Eine intensive Suche nach religiöser Erkenntnis nebst einer «Erweckung», die er selbst ausdrücklich auf das Wirken des Heiligen Geistes zurückführte, bewogen ihn 1835 zur Wiederaufnahme seines 1829 unterbrochenen Theologiestudiums an der Universität Bern. Drei Jahre später wurde er zum Pfarrer ordiniert, war einige Jahre als Hilfsprediger tätig, besuchte 1840 Bonn und Berlin und wurde 1845 Pfarrer in Büren an der Aare. Von dort wurde er 1850 zum ausserordentlichen Professor der neutestamentlichen Exegese und Dogmatik nach Bern berufen und wirkte hier von 1856 bis zu seiner Emeritierung im Frühjahr 1880 als Ordinarius.
Er wollte zugleich der Wissenschaft und der Kirche dienen, indem er seinen Schülern volle Glaubensfreiheit gewährleistete. Während er dadurch deren Vertrauen gewann, verscherzte er sich dieses bei den Kreisen, für welche die Frömmigkeit unbedingt ein Glaubensbekenntnis forderte. Er wurde in mehreren Zeitungsartikeln angegriffen und verfasste 1864 zu seiner Verteidigung die beiden Schriften «Die theologische Fakultät und ihre Gegner» und «Was wir glauben und lehren, eine Verwahrung gegen Missverständnisse».
Zwei Jahre später stellte er sich gegen die Forderung der sogenannten Reformpartei, dass die Resultate der wissenschaftlichen Forschung dem Kirchenvolk von der Kanzel sowie in den Schulen verkündigt werden sollten, und wurde deshalb des Verrats an seinen eigenen Prinzipien beschuldigt. Seine Haltung erklärt sich allerdings aus einer im Grunde doch konservativen Grundhaltung sowie seinem Gottes- und Offenbarungsbegriff, die von denen der Reformer abwichen.

## Werke
- Schleiermacher als religiöser Charakter. Ein Vortrag. Bern: Stämpfli 1859. (Digitalisat).
- Das Gewissen, seine Gesundheit und Krankheit. Ein Vortrag, gehalten in Bern vor einem gemischten Auditorium. Bern: Wyss 1866.
- Der Unsterblichkeitsglaube im Licht der Geschichte und der gegenwärtigen Wissenschaft. Akademischer Vortrag. Bern: Heuberger 1868.
- Hermeneutik des Neuen Testamentes. Wittenberg: Kölling 1873. (Digitalisat).
- Theologie des Neuen Testamentes. Bern: Dalp 1877. (Digitalisat).